# Bülent Korkmaz
Bülent Korkmaz (né le 24 novembre 1968 à Istanbul) est un footballeur turc, qui évoluait au poste de défenseur central, devenu entraîneur.

## Présentation
Il évolue dans un seul club durant toute sa carrière, le Galatasaray SK, avec lequel il dispute 630 matches et marque 15 buts entre 1987 et 2005.
Il est sélectionné à 123 reprises dans toutes les catégories d'âge de l'équipe de Turquie entre 1988 et 2005 et inscrit 3 buts. 
Au même titre que Paolo Maldini pour le Milan AC ou Francesco Totti pour l'AS Roma, Bülent Korkmaz est un joueur emblématique de Galatasaray SK. Il fait partie de la génération qui remporte la Coupe UEFA 1999-2000 et la Supercoupe d'Europe 1999-2000, mais aussi qui termine à la troisième place de la Coupe du monde de football 2002. Il est aussi l'entraîneur de son club formateur entre février et mai 2009.

## Biographie
Il naît le 24 novembre 1968 à Istanbul. Dès son plus jeune âge, Bülent passe le plus clair de son temps à jouer au football. Ses parents emménagent à Florya, face à l'emplacement actuel du camp d'entraînement de Galatasaray SK. C'est en tapant dans le ballon dans les environs de sa maison qu'il est un jour repéré par Ahmet Keskinkiliç et Salih Bulgurlu, responsables à l'époque du centre de formation de Galatasaray SK. Ils lui proposent alors d'endosser le maillot rouge et jaune, le seul qu'il portera durant sa carrière de joueur professionnel. Bülent ne peut qu'accepter, il n'a alors que 11 ans. Combatif, il accumule les titres jusqu'à décrocher celui de champion avec son équipe des moins de 21 ans. 
Pendant la saison 1984-1985, Mustafa Denizli, entraîneur alors de l'équipe professionnelle de Galatasaray SK, décide de donner sa chance à Bülent. Durant cette saison, à la surprise générale, Mustafa Denizli préfère titulariser Bülent Korkmaz pour les matchs en coupes européennes plutôt que pour ceux en Championnat de Turquie. Les supporters lui attribuent alors le surnom de "Bülent l'européen". La période 1996-2000 marque l'apogée de sa carrière. Il participe à son premier tournoi majeur lors de l'Euro 1996 où les turcs sortiront dès le premier tour. Devenu entretemps titulaire indiscutable et capitaine aussi bien du Galatasaray SK que de son équipe nationale, Bülent décroche quatre titres consécutifs de champion de Turquie, la Coupe UEFA 1999-2000 et la  Supercoupe de l'UEFA la même année.  
Sélectionné pour la Coupe du monde 2002, il participe à l'épopée turque qui décrochera la troisième place. Durant la compétition, il s'illustre en marquant un but face à la Chine au premier tour.  
À la fin de la saison 2004-2005, Bülent Korkmaz prend la lourde décision de raccrocher les crampons. Les dirigeants du Galatasaray SK lui proposent d'exposer son maillot (le numéro 3) au musée du club, et de ne jamais plus le donner à qui que ce soit. Mais Bülent refuse. Celui que les supporters ont surnommé "Büyük Kaptan" (Grand Capitaine), ou encore "Cesur Yürek" (le Courageux, en référence à la finale de la Coupe UEFA 1999-2000 au cours de laquelle il continue à jouer malgré une épaule déboîtée) quitte le club sans même faire de jubilé. Bülent décide de devenir entraîneur. Il entraîne dans l'ordre Kayseri Erciyesspor, Bursaspor et Gençlerbirliği SK. Il est même appelé à diriger le Galatasaray SK pour les quatre derniers mois de la saison 2008-2009, remplacé par Frank Rijkaard en juin 2009. 

## Palmarès (joueur)
- Troisième de la Coupe du monde de football 2002 avec la Turquie.
- Troisième de la Coupe des confédérations 2003 avec la Turquie.
- Vainqueur de la Coupe de l'UEFA : 2000.
- Vainqueur de la Supercoupe d'Europe : 2000.
- 8 fois vainqueur du Championnat de Turquie de football : 1988, 1993, 1994, 1997, 1998, 1999, 2000 et 2002.
- 6 fois vainqueur de la Coupe de Turquie de football : 1991, 1993, 1996, 1999, 2000 et 2005.
- 5 fois vainqueur de la Supercoupe de Turquie de football : 1988, 1991, 1993, 1996 et 1997.
- 2 fois vainqueur de la Coupe du Premier Ministre de Turquie : 1990 et 1995.
- 6 fois vainqueur de la Coupe de TSYD de Turquie : en 1987-1988, 1991-1992, 1992-1993, 1997-1998, 1998-1999 et 1999-2000.